# 女賭博師さいころ化粧
『女賭博師さいころ化粧』（おんなとばくしさいころげしょう）は、1969年2月8日に公開された、任侠映画である。製作会社は大映東京撮影所。監督は井上芳夫。江波杏子主演の『女賭博師』シリーズ第12弾。

## キャスト
- 江波杏子 : 大滝銀子
- 久保菜穂子 : 緋桜のお秋
- 露口茂 : 八丁荒しの政吉
- 成田三樹夫 : 風間大造
- 大坂志郎 : 木壷の半次
- 星ひかる : 松沢
- 大山健二 : 親分Ａ
- ジョウ・オハラ : 親分
- 上野山功一 : 寺沢
- 松下達夫 : 前川
- 笠原玲子 : 青たんのお由
- 水原浩一 : 疾風の辰
- 青山良彦 : 四五一の六助
- 北龍二 : 三田村雄作
- 内田朝雄 : 新庄

## スタッフ
- 監督：井上芳夫
- 脚本：石松愛弘, 井上芳夫
- 企画 : 原田光夫
- 撮影：中川芳久
- 音楽：鏑木創
- 美術：高橋康一
- 編集：中静達治

## 併映作品
- 『出獄四十八時間』: 森一生監督